# عنبیه‌شناسی

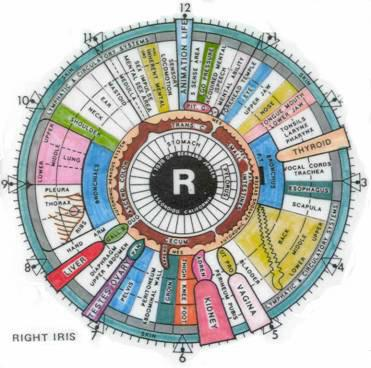
نقشه عنبیه

عنبیه‌شناسی (به انگلیسی: Iridology یا Iridodiagnasis) نام علمی است که به بررسی عنبیه چشم در انسان و تشخیص بیماری‌ها به وسیلهٔ آن می‌پردازد. از جمله بیماری‌هایی که به وسیلهٔ عنبیه قابل تشخیص هستند، می‌توان به دیابت و بیماری‌های قلبی عروقی اشاره کرد. عنبیه‌شناس‌ها چشمان را دریچه‌ای به سوی وضعیت سلامت بدن می‌بینند.

## تاریخچه
عنبیه‌شناسی ریشه در قرن نوزدهم میلادی دارد. ایگناتز فون پکزلی (۱۸۲۶–۱۹۱۱)، پزشک مجارستانی، به عنوان بنیانگذار این روش شناخته می‌شود. او ادعا می‌کرد الگوهای عنبیه پس از بهبودی از بیماری تغییر می‌کنند. در دهه ۱۹۵۰، این روش در اروپا و آمریکای شمالی گسترش یافت و نقشه‌های عنبیه استانداردسازی شدند.

## کاربردها و ادعاها
پیروان عنبیه‌شناسی ادعا می‌کنند این روش می‌تواند التهاب، کمبود مواد مغذی، و حتی استعداد ژنتیکی به بیماری‌ها را شناسایی کند. برخی مطالعات اولیه نیز به ارتباط بین الگوهای عنبیه و بیماری‌های کلیوی اشاره کرده‌اند، اما این نتایج در مطالعات بزرگ‌تر تکرار نشده‌اند.

## انتقادات و مباحثات علمی
سازمان‌هایی مانند سازمان جهانی بهداشت (WHO) و انجمن پزشکی آمریکا (AMA) عنبیه‌شناسی را فاقد پایه علمی می‌دانند. مرور سیستماتیک در سال ۲۰۲۰ نشان داد هیچ شواهد قانع‌کننده‌ای برای دقت تشخیصی این روش وجود ندارد.

## یادگیری ماشینی در عنبیه‌شناسی
با پیشرفت روش‌های یادگیری ماشین، روش‌های تشخیص بیماری‌های مختلف مانند بیماری‌های دیابت، قلبی عروقی و غیره به وسیلهٔ کامپیوتر مورد پژوهش قرار گرفته‌اند. در این روش‌ها معمولاً به وسیلهٔ از عنبیه تصویری با کیفیت بالا گرفته می‌شود. سپس با اعمال الگوریتم‌های پردازش تصویر جهت استخراج منطقه مطلوب و نهایتاً اعمال روش‌های یادگیری ماشین، تشخیص بیماری انجام می‌گردد. از جمله روش‌های استفاده شده توسط پژوهش‌گرها، شبکه‌های عصبی و ماشین بردار پشتیبانی هستند.

## وضعیت قانونی
در کشورهایی مانند فرانسه (از ۲۰۱۳) و ایالت کالیفرنیا (از ۲۰۰۲)، استفاده از عنبیه‌شناسی برای تشخیص پزشکی ممنوع اعلام شده است. با این حال، در برخی کشورهای آسیایی مانند هند و مالزی به عنوان بخشی از طب سنتی پذیرفته شده است.